# Sant Llorenç d'Òpol
Sant Llorenç d'Òpol és l'església parroquial del poble d'Òpol, pertanyent al terme comunal d'Òpol i Perellós, a la comarca del Rosselló, de la Catalunya del Nord.
Està situada al centre del poble d'Òpol, al costat nord de la Plaça del poble.

## Història

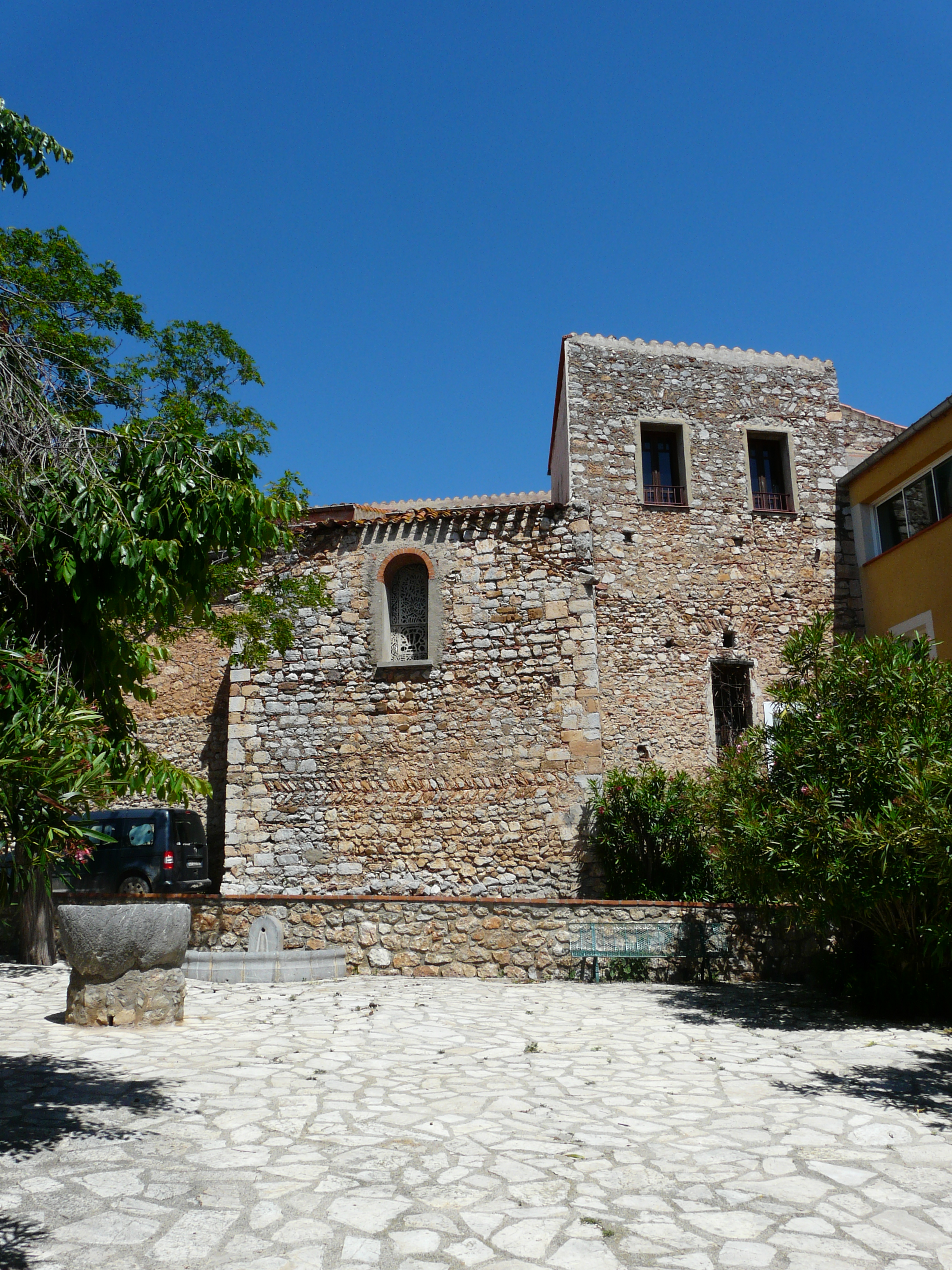
Façana meridional. Sector més antic de l'església

L'església data de mitjan segle xvi, quan la població es trasllada des de dalt del pla del castell a l'emplaçament actual. Aleshores, aquesta església substituí com a església del poble i terme l'antiga de Sant Llorenç del Castell d'Òpol, amb la mateixa advocació que l'església del poble vell.

## L'edifici
És una església d'una sola nau, amb capelles laterals. A la part meridional de l'església, que dona a la plaça immediata, hi ha els elements més antics de la construcció.